# Taça da Liga Feminina
A Taça da Liga Feminina é uma competição de futebol organizada pela Federação Portuguesa de Futebol, tendo sido criada na temporada 2019–20.

## Vencedores

### Por época
| Época   | Vencedor   | Resultado   | Vice        | Ref.  |
| ------- | ---------- | ----------- | ----------- | ----- |
| 2024-25 | SL Benfica | 2-1         | Sporting CP |       |
| 2023-24 | SL Benfica | 1-0         | Sporting CP | [ 2 ] |
| 2022–23 | SL Benfica | 3-1         | SC Braga    | [ 2 ] |
| 2021–22 | SC Braga   | 0–0 (3–2gp) | SL Benfica  | [ 2 ] |
| 2020–21 | SL Benfica | 2-1         | Sporting CP | [ 2 ] |
| 2019–20 | SL Benfica | 3-0         | SC Braga    | [ 2 ] |

### Por clube
| Clube       | Venceu | Época(s)                                     | Vice | Época(s)                   |
| ----------- | ------ | -------------------------------------------- | ---- | -------------------------- |
| SL Benfica  | 5      | 2019–20, 2020–21, 2022–23, 2023-24 e 2024-25 | 1    | 2021–22                    |
| SC Braga    | 1      | 2021–22                                      | 2    | 2019–20 e 2022–23          |
| Sporting CP | 0      | –                                            | 3    | 2020–21, 2023-24 e 2024-25 |